# Hyposada devia
Hyposada devia är en fjärilsart som beskrevs av George Francis Hampson 1918. Hyposada devia ingår i släktet Hyposada och familjen nattflyn. Inga underarter finns listade i Catalogue of Life.